# Česká Lípa
Česká Lípa (in tedesco Böhmisch Leipa) è una città della Repubblica Ceca, capoluogo del distretto omonimo, nella regione di Liberec.